# Praalgraf van Isabella van Bourbon

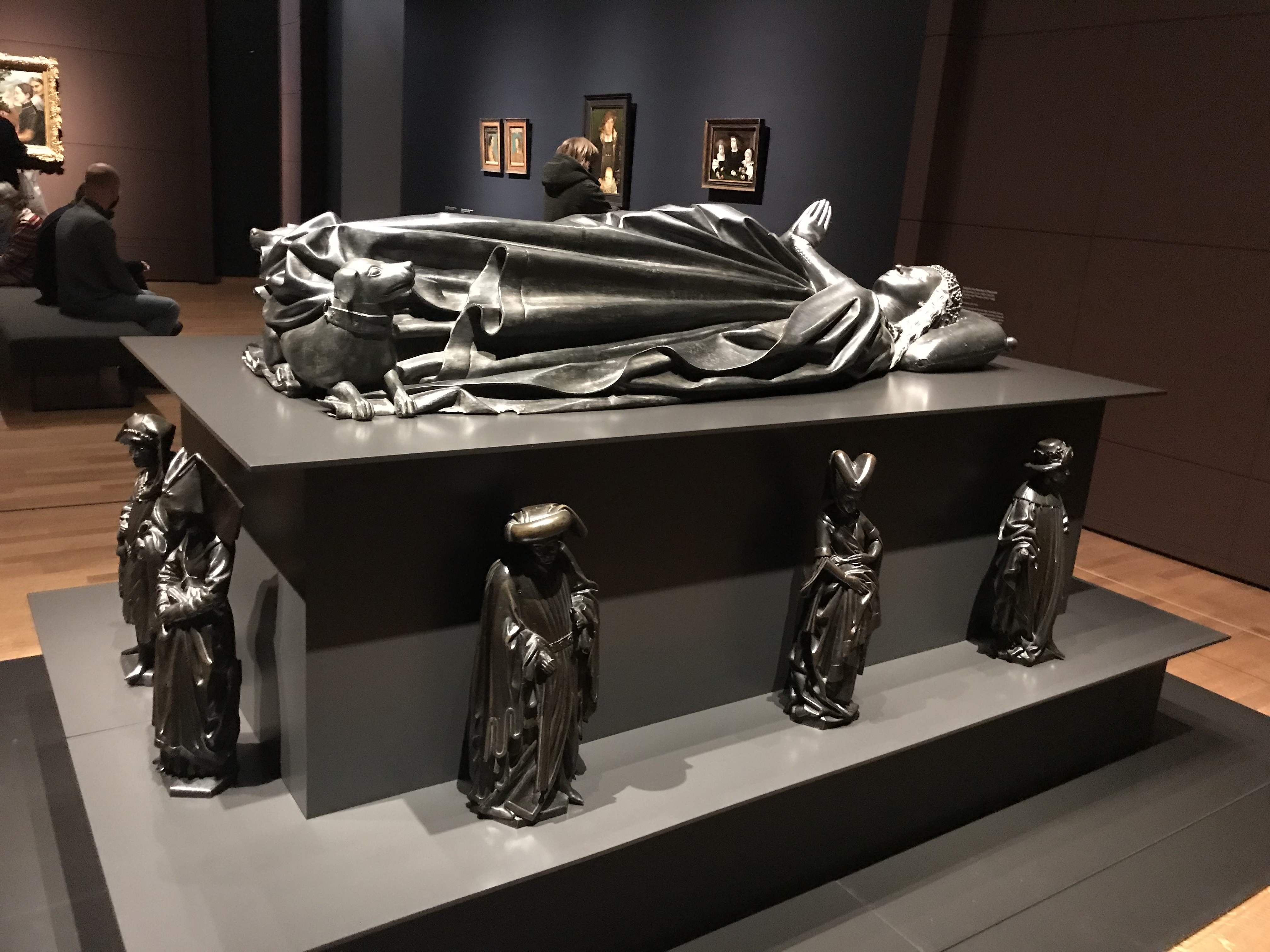
Fantasy-opstelling in het Rijksmuseum met 10 pleuranten uit het Rijksmuseum onder het liggende beeld van Isabella, tijdens de "Vergeet me niet"-tentoonstelling in 2021

Het praalgraf van Isabella van Bourbon bevond zich in de Sint-Michielsabdij van Antwerpen. Tien beeldjes in het Amsterdamse Rijksmuseum, zogenaamde pleuranten waarvan men dacht dat ze Hollandse edelen moesten voorstellen, bleken dan toch hun oorsprong te hebben in Isabella’s praalgraf. Het grafbeeld was vanaf 2009 tentoongsteld in M Leuven om vanaf 2022, samen met de pleuranten, te verhuizen naar de Onze-Lieve-Vrouwekathedraal te Antwerpen.
Een elfde beeldje, dat Catharina van Bourgondië voorstelt, bevindt zich in het Nationaal Museum van Warschau.

## Opdracht
Isabella van Bourbon was de nicht en tweede vrouw van de Bourgondische hertog Karel de Stoute. Na de Slag bij Montlhéry reisde ze – ondanks longtering – haar triomferende echtgenoot tegemoet vanuit hun kasteel te Gorinchem. Ze raakte echter niet verder dan Antwerpen en overleed er in de Sint-Michielsabdij, waar ze ook begraven werd. Haar dochter Maria van Bourgondië liet een praalgraf maken dat rijkelijk versierd was met bronssculpturen. Het duurde meer dan tien jaar om het programma te voltooien (1465-1476). Het monument lag centraal in het koor vóór het hoogaltaar.

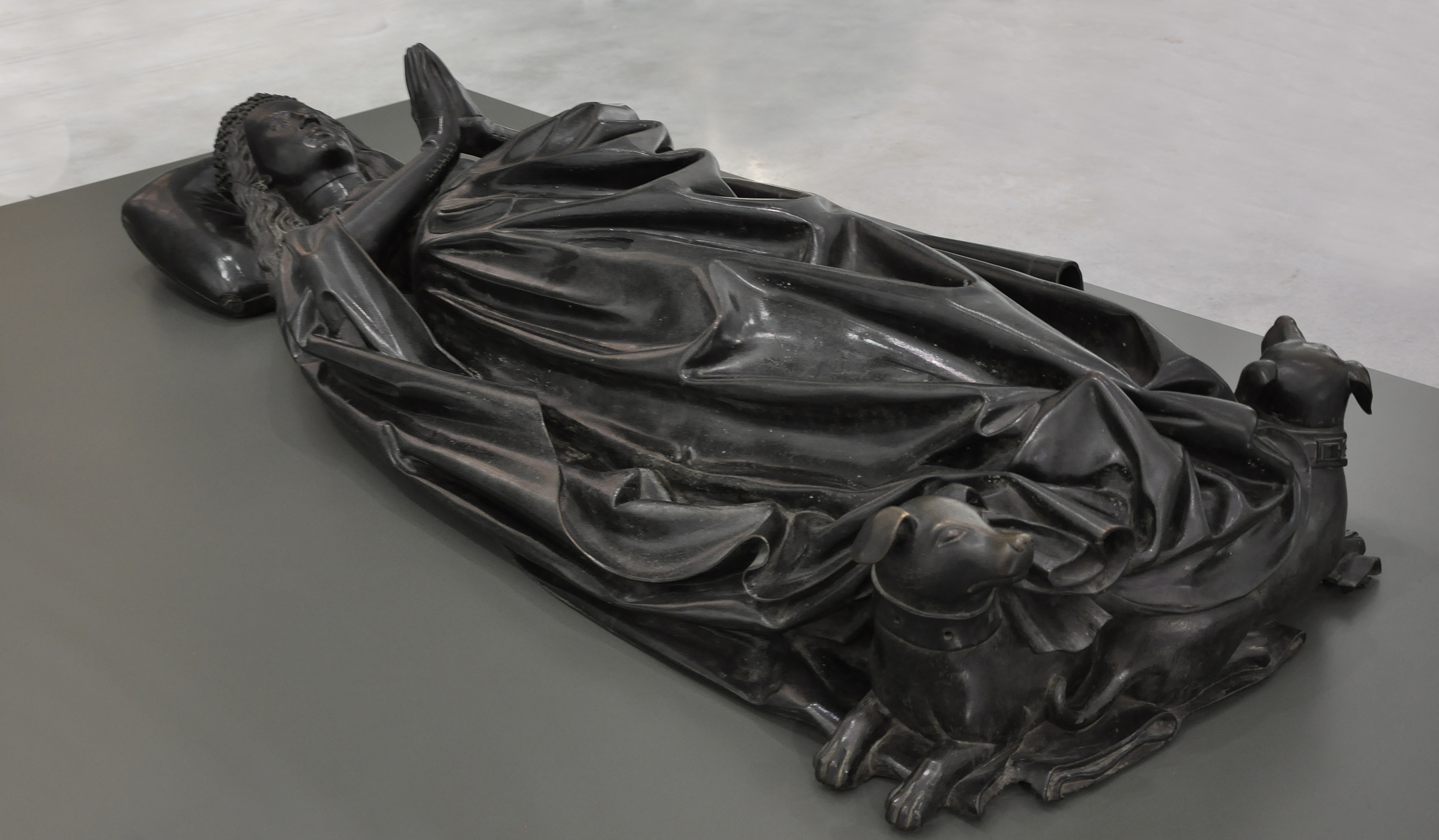
Grafbeeld
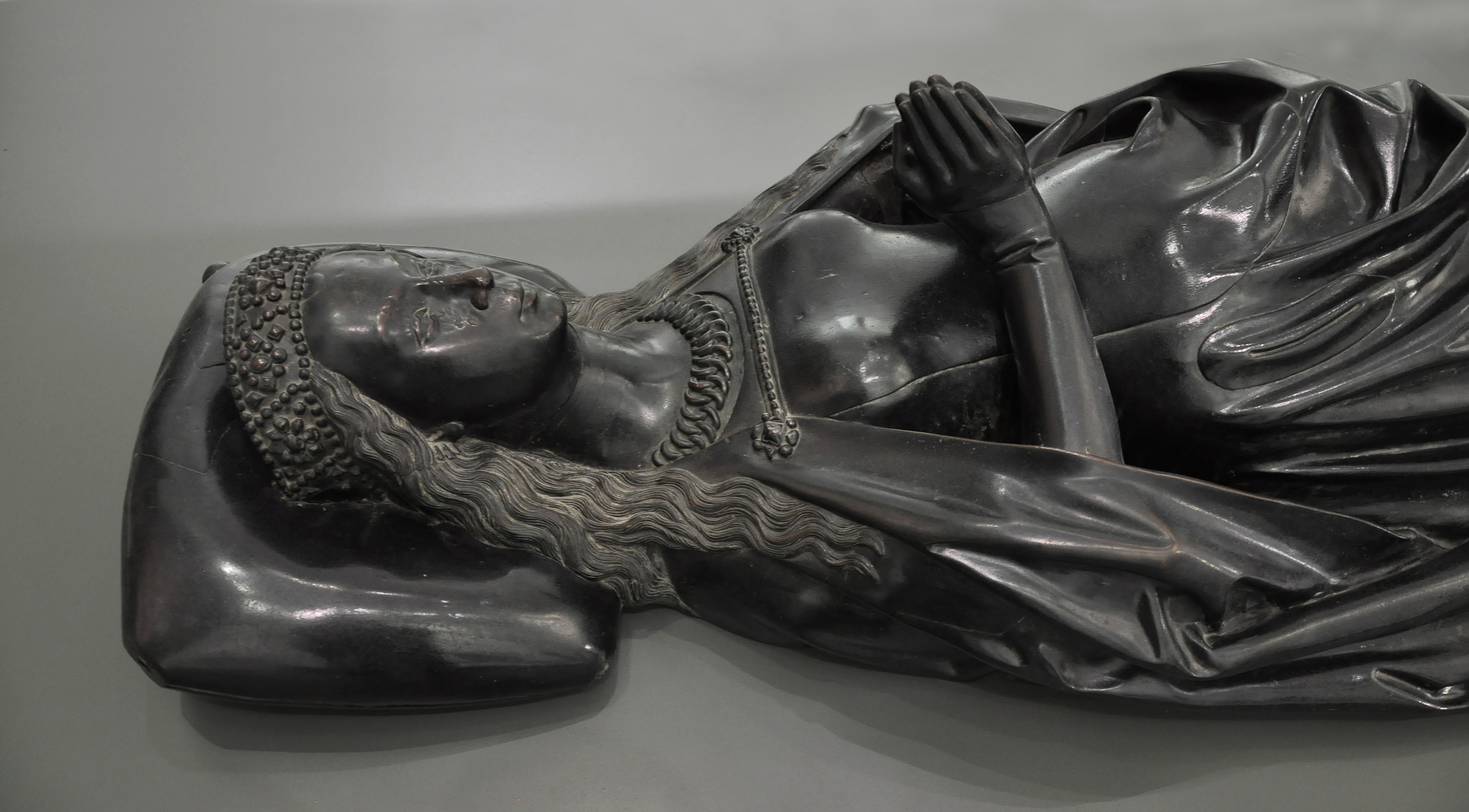
Grafbeeld (detail)
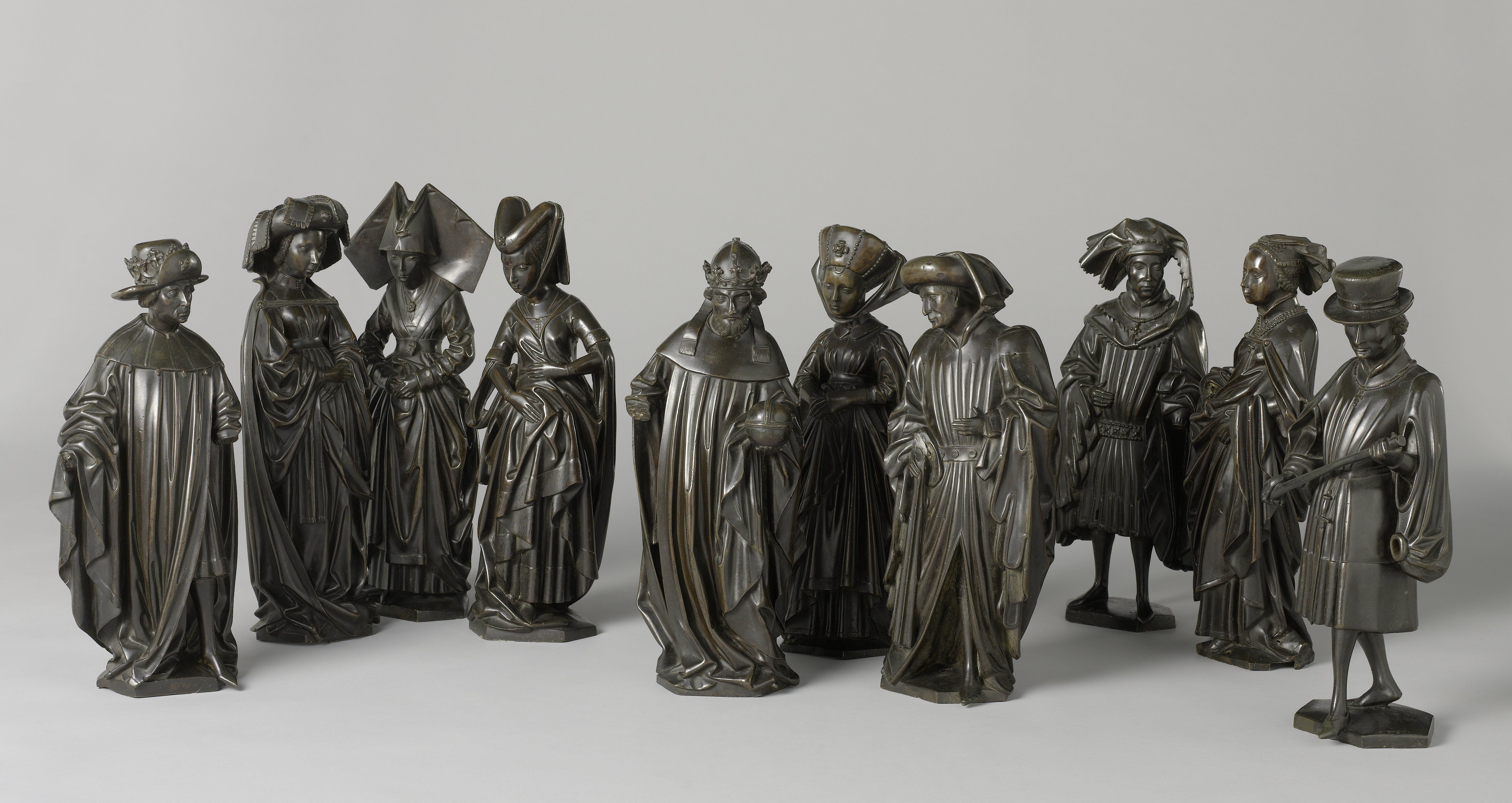
Pleurants uit het Rijksmuseum
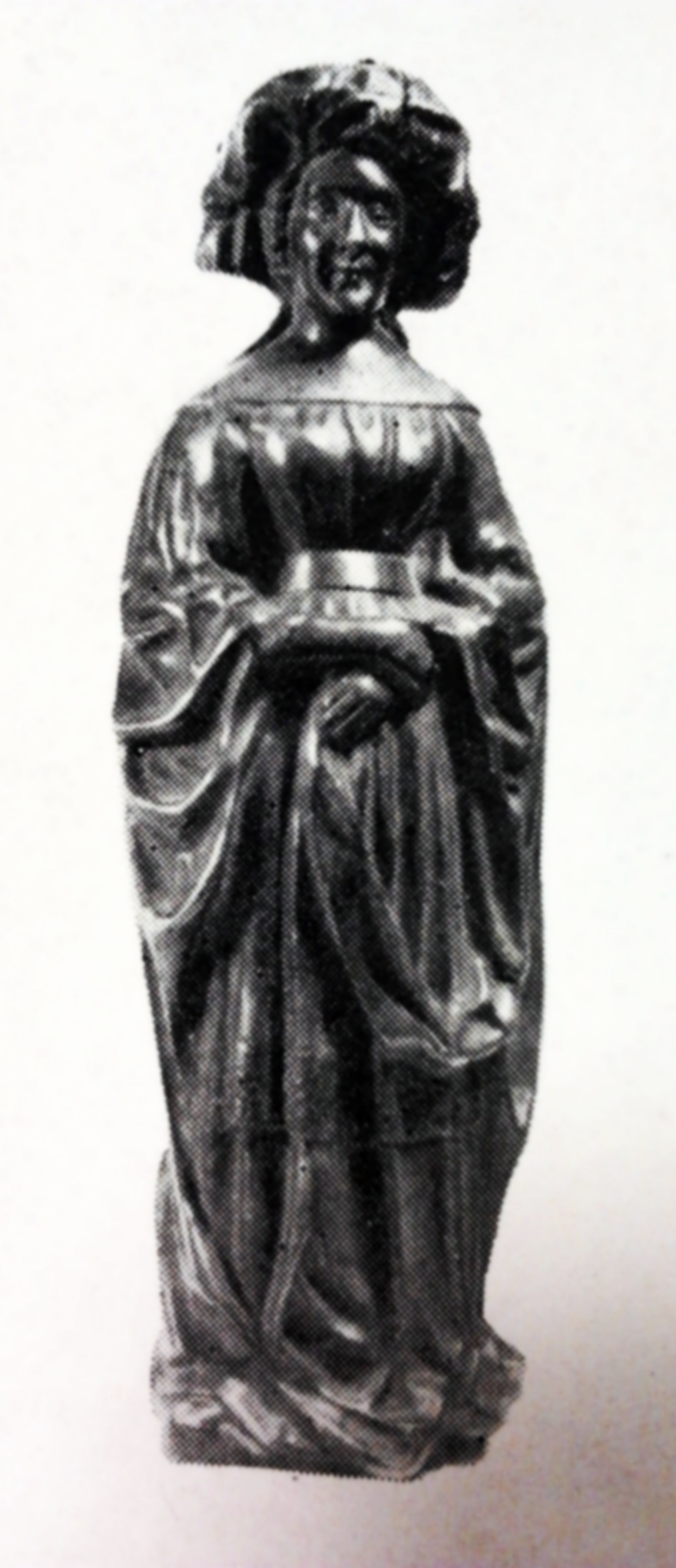
Pleurant uit Warschau

## Creatie
Het werk is gemaakt in Brussel door de bronsgieter Renier van Thienen de Oude, vermoedelijk naar houten modellen van de beeldsnijder Jan Borreman. Zeker acht van de pleuranten zijn gespiegelde en aangepaste kopieën van deze bij het verdwenen praalgraf van Lodewijk van Male in de Rijselse Sint-Pieterskerk. Dit werk was in 1455 uitgevoerd door de Brusselse geelgieter Jacob van Gerines en gepolychromeerd door Rogier van der Weyden, naar beelden van Jean de le Mer uit Doornik.

## Voorstelling
De bronzen gisant van Isabella lag op een rechthoekige sarcofaag uit zwart marmer, verfraaid met engelen, heraldische wapens en platen met grafschriften. Haar golvende haar vloeit los vanonder een gepareld diadeem. De plooienval van haar kleed lijkt toe te behoren aan een rechtopstaande figuur. Aan haar voeten bevinden zich twee dashonden, symbool van trouw aan vader en echtgenoot.
De sarcofaag was geheel omringd door 24 pleuranten op een voetstuk, elk zo'n 55 cm hoog. De klederdracht van de beeldjes weerspiegelt een mode die ouder is dan die van de tijd van Isabella. Ze stellen niet haar naaste familieleden voor maar haar voorvaderen. Twee ervan zijn geïdentificeerd als keizer Lodewijk van Beieren (met keizerskroon en rijksappel) en Albrecht van Beieren, zijn derde zoon, met het kruis van Sint-Antonius rond de hals. De pleuranten zijn geen zuivere uitdrukking van verdriet en rouw meer, maar stralen ook de macht van de dynastie uit.
Het geheel is niet alleen van belang vanwege de hoge en verfijnde kwaliteit, maar ook omdat het inzicht geeft in de Bourgondische hofcultuur. De hoofse mode, met opvallende tuyten, houppelandes en puntschoenen, is fraai vertegenwoordigd in de gevarieerde uitdossing van de figuren.

## Historiek
Tijdens de beeldenstorm van 1566 werd de tombe van Isabella beschadigd en kreeg haar beeltenis houwen in het gelaat. Op een gravure uit de 17e eeuw is te zien dat de bronzen beeldjes op drie na verdwenen waren. Bij de verkoop van de Sint-Michielsabdij als nationaal goed in de Franse tijd werd het graf verwijderd. De loden kist met stoffelijke resten werd overgebracht naar de kapel van het Stadhuis, waaruit ze later spoorloos verdween. Het praalgraf zelf werd tentoongesteld in het Museum van de Academie. Later kreeg het een plaats in de noordelijke zijbeuk van de Onze-Lieve-Vrouwekathedraal.
Ondertussen waren in 1681 tien van de verdwenen beeldjes terug opgedoken in Amsterdam. Pieter de Vos, klerk van het secretariaat, verkocht ze in 1691 aan het stadsbestuur tegen een lijfrente van 150 gulden per jaar. Blijkbaar had De Vos ze geërfd van zijn vader. Ze werden bekend als de 'gravenbeeldjes' omdat men dacht dat ze graven van Holland voorstelden. In 1887 zijn ze in bruikleen gegeven aan het Rijksmuseum. Het duurde nog tot 1951 vooraleer hun herkomst kon worden achterhaald, dankzij de naspeuringen van Jaap Leeuwenberg. Sedert 2022 bevindt het grafbeeld zich samen met pleuranten in de kathedraal te Antwerpen.

## Voetnoten
1. ↑  Thuiskomst praalgraf Isabella van Bourbon. De Kathedraal. Geraadpleegd op 8 december 2024.
2. ↑  Jacques Le Roy, Notitia marchionatus sacri Romani imperii hoc est urbis et agri Antverpiensis, 1678